# Frontières de l'Azerbaïdjan

Carte d'Azerbaïdjan (en clair), mettant en évidence ses frontières terrestres avec les pays voisins.

Les frontières de l'Azerbaïdjan sont constituées essentiellement de frontières terrestres. Ce pays a accès à la mer Caspienne, mais c'est une mer fermée.
La longueur totale de la frontière d'Azerbaïdjan est de 3 370,4 kilomètres. Le Service national des frontières garde la frontière de la République avec la Russie, la Géorgie, la Turquie et l'Iran, ainsi que la frontière maritime. Protection de la frontière avec l'Arménie - Forces terrestres de l'armée nationale d'Azerbaïdjan.

## Frontières

### Longueur
Ses frontières terrestres totalisent une longueur de 2 013 kilomètres :
- Frontière entre l'Azerbaïdjan et l'Arménie : 787 kilomètres, dont 221 kilomètres avec l'enclave du Nakhitchevan ;
- Frontière entre l'Azerbaïdjan et la Géorgie : 322 kilomètres ;
- Frontière entre l'Azerbaïdjan et l'Iran : 611 kilomètres, dont 179 kilomètres avec l'enclave du Nakhitchevan ;
- Frontière entre l'Azerbaïdjan et la Russie : 284 kilomètres ;
- Frontière entre l'Azerbaïdjan et la Turquie : 9 kilomètres avec l'enclave du Nakhitchevan[2].

### Enclaves et exclaves
L’Azerbaïdjan compte cinq exclaves : le Nakhitchevan située entre l'Arménie, la Turquie et l'Iran, ainsi que quatre autres minuscules exclaves en territoire arménien : Barkhudarli, Karki, Ashagi Askipara et Yukhari Askipara, toutes occupées depuis la guerre du Haut-Karabagh par l'Arménie ; il y a par ailleurs une enclave arménienne en Azerbaïdjan, Artsvashen, occupée depuis la guerre du Haut-Karabagh par l'Azerbaïdjan.

## Frontières terrestres
Par terre, le territoire de la république d'Azerbaïdjan est bordé par 5 états. La longueur totale de la frontière terrestre est de 2 657,4 kilomètres : 390,3 kilomètres avec la fédération de Russie, 480 kilomètres avec la Géorgie, 1 007,1 kilomètres avec l'Arménie, 15 kilomètres avec la Turquie et 765 kilomètres avec l'Iran.
Il convient de noter qu'en 1988, le conflit arménien-azerbaïdjanais a commencé, après l'effondrement de l'Union soviétique, il a grandi dans la guerre du Karabagh. À la suite des combats de 1992-1993, les forces armées de la république du Haut-Karabagh, avec le soutien des forces armées arméniennes, ont pris le contrôle du territoire de l'ex-RAK et des régions voisines d'Azerbaïdjan, qualifié d'occupation par le Conseil de sécurité. Plus tard, ces territoires ont été inclus dans la RHK,.

## Avec la Géorgie
La frontière entre l'Azerbaïdjan et la Géorgie est de 480 km. La Géorgie est bordée par la région Kazakh, Akhstafa, Tovouz, Samoukh, Kakh, Zakatala et Balakan d'Azerbaïdjan. Sur la frontière est l'extrême nord de l'Azerbaïdjan.
Depuis 1996, des travaux sont en cours sur la délimitation de la frontière. En 2011, 300 kilomètres de la frontière ont été convenus.
Certains segments de la frontière entre la Géorgie et l'Azerbaïdjan restent controversés. Ainsi, il n'y a toujours pas d'accord sur le site dans la zone du complexe du monastère "Kechiktchidag". La partie géorgienne affirme que le monument historique se trouve sur le territoire de la Géorgie, tandis que l'Azerbaïdjan conteste ce territoire. La frontière entre l'Azerbaïdjan et la Géorgie divise le monastère en deux parties.
Il y a aussi un problème sur le segment frontalier, où, dès les années 1970, la rivière Alazani a changé de cap.

## Avec la Russie
La frontière interétatique moderne entre la Russie et l'Azerbaïdjan est de 390,3 km. Jusqu'en 1991, c'était la frontière entre la RSFSR (y compris l'ASSR du Daghestan) et la RSS d'Azerbaïdjan. Les districts de Belokan, de Zagatala, de Kakh, de Cheki, d'Ogouz, de Gabala, de Kousar et de Khatchmaz en Azerbaïdjan sont bordés par la Russie.
Le trafic automobile, ferroviaire et piéton entre la Russie et l'Azerbaïdjan est assuré par plusieurs points de contrôle. La frontière est divisée en trois sections: la montagne, le piémont (longe la rivière Samour) et les basses terres (le delta de la rivière Samour dans la plaine de la mer Caspienne). La question du partage des eaux de la rivière Samour, intensément utilisée pour l'irrigation, est aiguë. Une caractéristique de la frontière est la présence de deux enclaves russes de Khrakh-Uba et d'Uryan-Uba, peuplées par l'ethnie Lezguis et entourées par le territoire de l'Azerbaïdjan.
La frontière est établie par un accord signé à Bakou le 3 octobre 2010. Il est entré en vigueur, conformément à l'article 7, le jour de l'échange des instruments de ratification (18 juillet 2011)

## Avec l'Arménie
Dans le cadre du conflit du Karabakh, la frontière entre l'Arménie et l'Azerbaïdjan est fermée, car avec le soutien des forces armées arméniennes sur le territoire de l'ex-RAK et les zones adjacentes d'Azerbaïdjan, le contrôle des forces armées de la république du Haut-Karabakh a été établi. L'occupation de certaines zones à l'extérieur de l'ancienne RAK a été qualifiée d'occupation par le Conseil de sécurité des Nations unies. L'Azerbaïdjan considère l'Arménie comme un pays envahisseur.
La frontière avec l'Arménie se compose de deux parties : la partie principale de la frontière est située à l'est de l'Arménie. Il commence dans le nord avec les points de passage de la frontière arménienne, l'Azerbaïdjan et la Géorgie (le versant sud-ouest de la montagne Babakar (700,8 m)) et se termine dans le sud avec le deuxième point d'intersection des frontières de l'Arménie, l'Azerbaïdjan et l'Iran (situé sur la rivière Araze (38 ° 52'06 "N 46 ° 32'05" E)). Depuis l'Arménie est bordée Kazakh, Akhstafa, Tovouz, Gadabay, Dachkesan, Kelbadjar, Latchin, Koubatli et districts Zanguelan de l'Azerbaïdjan. Le territoire des quatre derniers est complètement contrôlé par la république du Haut-Karabagh non reconnue. La deuxième partie de la frontière est située au sud de l'Arménie et sépare l'enclave azérie République autonome de Nakhitchevan du reste du pays. De ce côté de la frontière avec l'Arménie Sadarak, Charour, Kangarli, Babak, Chahbuz, Joulfa et régions Ordoubad de l'Azerbaïdjan.
À l'intérieur du territoire de l'Arménie se trouvent les enclaves azéries Barkhudarly, Askipara et Karki, qui passèrent sous le contrôle de l'Arménie après la guerre du Karabakh, tandis que l'enclave arménienne Artsvachen passa sous le contrôle de l'Azerbaïdjan.
Les relations entre les parties sont toujours tendues, elles ont signalé à plusieurs reprises des violations du régime de cessez-le-feu à la frontière arméno-azerbaïdjanaise. Les parties s'accusent mutuellement de violer ce cessez-le-feu.

## Avec la Turquie
La frontière azerbaïdjanaise et turque, qui s'étend sur seulement 15 km le long de la rivière Araze, est située au nord-ouest de la république autonome du Nakhitchevan, séparée du reste du pays par l'Arménie. La Turquie n'est bordée que par la région de Sadarak en Azerbaïdjan. Sur la frontière est le point le plus occidental de l'Azerbaïdjan.

## Avec l'Iran
À la frontière se trouve l'extrémité sud de l'Azerbaïdjan.

## Frontières maritimes
Sur la mer Caspienne, l'Azerbaïdjan est bordé par la Russie, le Kazakhstan, le Turkménistan et l'Iran. La longueur de la frontière maritime est de 713 kilomètres

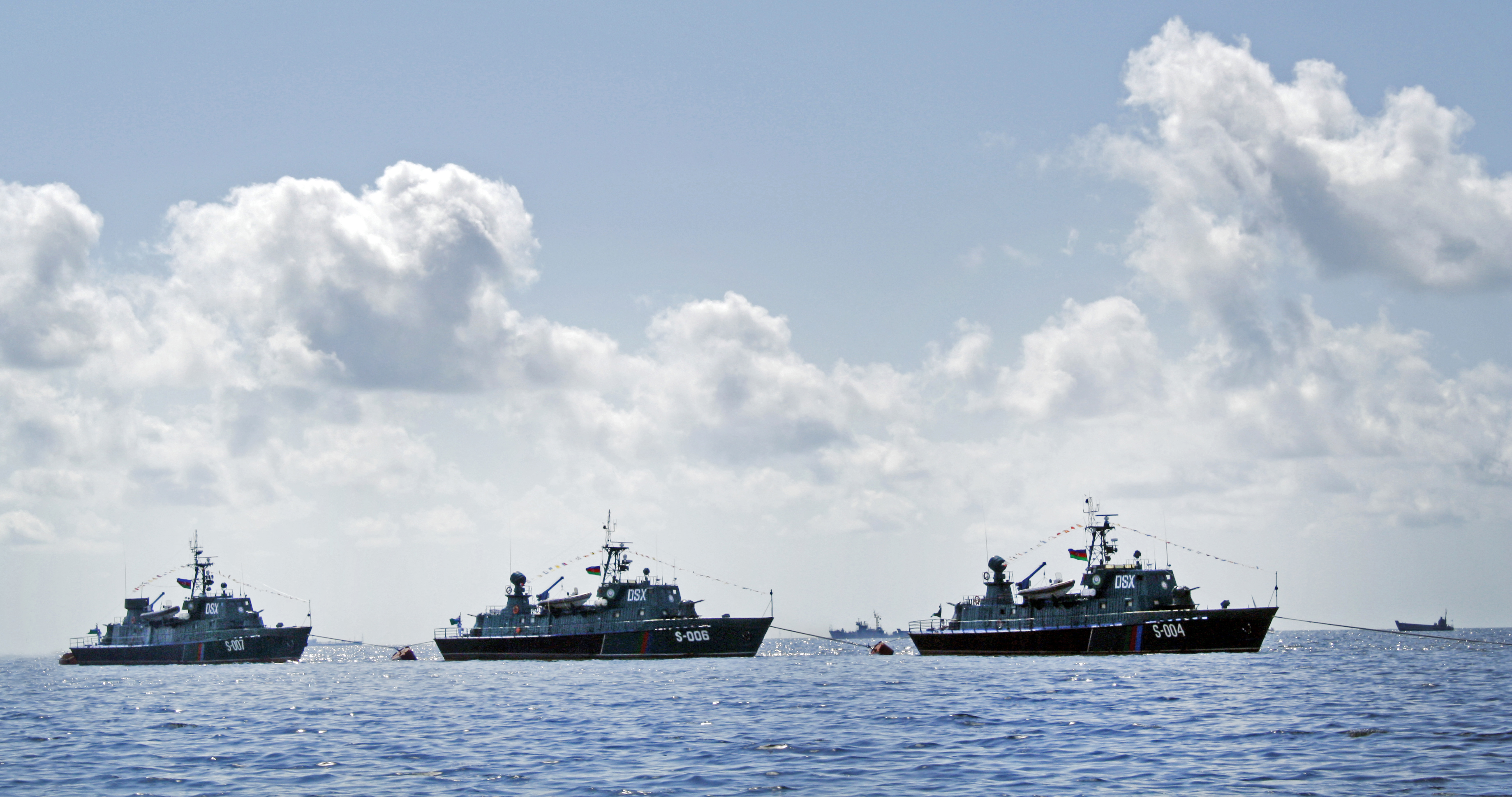
Défilé militaire de la marine azerbaïdjanaise (baie de Bakou, 26 juin 2011).

### Protection des frontières maritimes
Parallèlement à la structure pétrolière et gazière offshore, les frontières maritimes de l'Azerbaïdjan sont continuellement gardées par le Service des gardes-frontières de la République. En 2011, le GPS a commencé à recevoir l'admission à l'Académie pour les spécialités marines. Le GPS a des relations de haut niveau avec les structures pertinentes des pays du littoral caspien. Des relations étroites se développent avec les structures de la Russie, du Kazakhstan et du Turkménistan
Aujourd'hui, pour la protection des frontières maritimes de l'Azerbaïdjan, divers navires, bateaux à grande vitesse, systèmes radar modernes et autres équipements sont utilisés.
En outre, de nouveaux navires et bateaux sont achetés. Parallèlement à cela, une division des bateaux du nord est commandée. Des exercices de défense côtière sont également menés.